# Andriy Yarmolenko
Andriy Mykolaiovich Yarmolenko (San Petersburgo, Unión Soviética, 23 de octubre de 1989) es un futbolista ucraniano. Juega de delantero y su club es el F. C. Dinamo de Kiev de la Liga Premier de Ucrania.
Fue alumno de la cantera de Kiev, jugando con los jóvenes del club Lokomotiv-ONIKS.
Yarmolenko se unió a la Academia de la juventud del Dinamo de Kiev a los 13 años. Sin embargo, volvió de nuevo a Chernígov pasado un año, incapaz de soportar las exigencias físicas de la formación.
Con la selección de Ucrania ha participado en cuatro ediciones de la Eurocopa.

## Trayectoria

### Dinamo de Kiev
Yarmolenko firmó un contrato por cinco años con el club más laureado de Ucrania, el F. C. Dinamo de Kiev en diciembre de 2006, aunque fue colocado en el equipo de reservas. El joven talento fue elogiado por los periodistas como el nuevo "Sheva", en alusión a su excompañero y leyenda ucraniana Andriy Shevchenko, y señalaron sus cualidades de buen físico, tiro, y, en especial, su velocidad. El entonces vicepresidente del Dynamo, Yozhef Sabo, también elogió al joven, diciendo que Yarmolenko tiene todos los ingredientes para convertirse "en un jugador de primer nivel".
El 11 de mayo de 2008 Yarmolenko debutó con el primer equipo del Dinamo en un partido fuera de casa contra Vorskla Poltava y anotó el gol del triunfo en la victoria 1-2 de su equipo.

### Borussia Dortmund
El 28 de agosto de 2017 ficha por el Borussia Dortmund a cambio de 25 millones de euros. Lució el dorsal '9'. Debutó con el club alemán 10 de septiembre de 2017, entrando al minuto 79 contra Freiburg.

### West Ham United
Tras una temporada en Dortmund, el 11 de julio de 2018 ficha por el West Ham United. Debutó por los Hammers el 12 de agosto en la derrota por 4-0 ante Liverpool. En su primer encuentro como titular el 16 de septiembre, anotó sus primeros dos goles con el club, en la victoria de visita por 3-1 ante Everton, la primera victoria del West Ham en la temporada 2018-19. Yarmolenko sufrió una lesión en el tendón de Aquiles el 20 de octubre de 2018, en la derrota por la mínima ante Tottenham Hotspur, que lo dejara fuera de las canchas por seis meses. En el año 2022 se anunció que ya no formaría parte del club al finalizar su contrato.

## Selección nacional
Fue seleccionado como parte integrante de su selección para la Eurocopa 2012 que se celebró, precisamente, en Ucrania, en conjunto con Polonia. Aunque no marcó ningún gol, jugó los tres partidos de la fase de grupos.
El 1 de septiembre de 2021 se convirtió en el cuarto jugador en la historia de la selección ucraniana en alcanzar las 100 internacionalidades.

### Participaciones en Eurocopas
| Copa                    | Sede              | Resultado        | Partidos | Goles |
| ----------------------- | ----------------- | ---------------- | -------- | ----- |
| Eurocopa Sub-21 de 2011 | Dinamarca         | Primera fase     | 3        | 0     |
| Eurocopa 2012           | Polonia y Ucrania | Primera fase     | 3        | 0     |
| Eurocopa 2016           | Francia           | Primera fase     | 3        | 0     |
| Eurocopa 2020           | Europa            | Cuartos de final | 5        | 2     |
| Eurocopa 2024           | Alemania          | Primera fase     | 3        | 0     |

## Estadísticas

### Clubes
Actualizado al último partido el 21 de mayo de 2023
| Dinamo de Kiev · Ucrania | 2007-08       | 1   | 1   | 0  | 0  | 0  | 0 | 0  | 0  | 0  | 1   | 1   | 0   | 1    |
| Dinamo de Kiev · Ucrania | 2008-09       | 10  | 0   | 0  | 4  | 5  | 0 | 0  | 0  | 0  | 14  | 5   | 0   | 0.36 |
| Dinamo de Kiev · Ucrania | 2009-10       | 27  | 7   | 4  | 3  | 0  | 0 | 6  | 0  | 0  | 36  | 7   | 4   | 0.19 |
| Dinamo de Kiev · Ucrania | 2010-11       | 26  | 11  | 9  | 5  | 1  | 1 | 16 | 4  | 2  | 47  | 16  | 12  | 0.34 |
| Dinamo de Kiev · Ucrania | 2011-12       | 28  | 12  | 7  | 2  | 1  | 1 | 10 | 0  | 2  | 40  | 13  | 10  | 0.33 |
| Dinamo de Kiev · Ucrania | 2012-13       | 27  | 11  | 7  | 1  | 0  | 0 | 12 | 2  | 2  | 40  | 13  | 9   | 0.33 |
| Dinamo de Kiev · Ucrania | 2013-14       | 26  | 12  | 6  | 4  | 4  | 1 | 9  | 5  | 1  | 39  | 21  | 8   | 0.54 |
| Dinamo de Kiev · Ucrania | 2014-15       | 26  | 14  | 14 | 6  | 1  | 0 | 11 | 4  | 7  | 43  | 19  | 21  | 0.44 |
| Dinamo de Kiev · Ucrania | 2015-16       | 23  | 13  | 10 | 4  | 4  | 3 | 7  | 2  | 0  | 34  | 19  | 13  | 0.56 |
| Dinamo de Kiev · Ucrania | 2016-17       | 28  | 15  | 7  | 3  | 3  | 0 | 5  | 1  | 3  | 36  | 19  | 10  | 0.53 |
| Dinamo de Kiev · Ucrania | 2017-18       | 5   | 3   | 1  | 1  | 0  | 0 | 4  | 1  | 2  | 10  | 4   | 3   | 0.4  |
| Dinamo de Kiev · Ucrania | Total club    | 227 | 99  | 65 | 33 | 19 | 6 | 80 | 19 | 19 | 340 | 137 | 90  | 0.4  |
| Borussia Dortmund · Alemania | 2017-18       | 18  | 3   | 5  | 2  | 2  | 0 | 6  | 1  | 1  | 26  | 6   | 6   | 0.23 |
| Borussia Dortmund · Alemania | Total club    | 18  | 3   | 5  | 2  | 2  | 0 | 6  | 1  | 1  | 26  | 6   | 6   | 0.23 |
| West Ham United F. C. Inglaterra | 2018-19       | 9   | 2   | 1  | 1  | 0  | - | -  | -  | -  | 10  | 2   | 1   | 0.2  |
| West Ham United F. C. Inglaterra | 2019-20       | 23  | 5   | 1  | -  | -  | - | -  | -  | -  | 23  | 5   | 1   | 0.22 |
| West Ham United F. C. Inglaterra | 2020-21       | 15  | 0   | 1  | 6  | 3  | 3 | -  | -  | -  | 21  | 3   | 4   | 0.14 |
| West Ham United F. C. Inglaterra | 2021-22       | 19  | 1   | 0  | 5  | 0  | 0 | 8  | 2  | 1  | 32  | 3   | 1   | 0.09 |
| West Ham United F. C. Inglaterra | Total club    | 66  | 8   | 3  | 12 | 3  | 3 | 8  | 2  | 1  | 86  | 13  | 7   | 0.15 |
| Al-Ain F. C. · EAU | 2022-23       | 23  | 11  | 6  | 10 | 1  | 0 | 0  | 0  | 0  | 33  | 12  | 6   | 0.36 |
| Al-Ain F. C. · EAU | Total club    | 23  | 11  | 6  | 10 | 1  | 0 | 0  | 0  | 0  | 33  | 12  | 6   | 0.36 |
| Total carrera | Total carrera | 334 | 121 | 79 | 57 | 25 | 9 | 94 | 22 | 21 | 485 | 168 | 109 | 0.35 |
| (1) Incluye datos de Persha Liha, Liga Suprema de Ucrania y Liga Premier de Ucrania. (2) Incluye datos de Copa de Ucrania y Supercopa de Ucrania. (3) Incluye datos de Liga de Campeones de la UEFA y Liga Europa de la UEFA. |               |     |     |    |    |    |   |    |    |    |     |     |     |      |

### Selección
La siguiente tabla detalla los encuentros disputados y los goles marcados por Yarmolenko en la selección ucraniana absoluta.
| \| Jornada \| Ciudad \| Local \| Resultado \| Visitante \| Competencia \| Goles \| \| -------- \| ---------------- \| --------------- \| --------- \| ----------------- \| ----------------------------------------- \| ----- \| \| 5-9-09 \| Kiev \| Ucrania \| 5:0 \| Andorra \| Clasificación Mundial 2010 \| 1 \| \| 9-9-09 \| Minsk \| Bielorrusia \| 0:0 \| Ucrania \| Clasificación Mundial 2010 \| 0 \| \| 10-10-09 \| Dnipropetrovsk \| Ucrania \| 1:0 \| Inglaterra \| Clasificación Mundial 2010 \| 0 \| \| 14-10-09 \| Andorra la Vieja \| Andorra \| 0:6 \| Ucrania \| Clasificación Mundial 2010 \| 1 \| \| 14-11-09 \| Atenas \| Grecia \| 0:0 \| Ucrania \| Clasificación Mundial 2010 \| 0 \| \| 14-11-09 \| Donetsk \| Ucrania \| 0:1 \| Grecia \| Clasificación Mundial 2010 \| 0 \| \| 2-6-10 \| Oslo \| Noruega \| 0:1 \| Ucrania \| Amistoso \| 0 \| \| 17-11-10 \| Carouge \| Suiza \| 2:2 \| Ucrania \| Amistoso \| 0 \| \| 8-2-11 \| Paralimni \| Rumania \| 2:2 \| Ucrania \| Amistoso \| 0 \| \| 9-2-11 \| Strovolos \| Suecia \| 1:1 \| Ucrania \| Amistoso \| 0 \| \| 29-3-11 \| Kiev \| Ucrania \| 0:2 \| Italia \| Amistoso \| 0 \| \| 2-9-11 \| Járkov \| Ucrania \| 2:3 \| Uruguay \| Amistoso \| 1 \| \| 6-9-11 \| Praga \| República Checa \| 4:0 \| Ucrania \| Amistoso \| 0 \| \| 7-10-11 \| Kiev \| Ucrania \| 3:0 \| Bulgaria \| Amistoso \| 1 \| \| 11-10-11 \| Tallin \| Estonia \| 0:2 \| Ucrania \| Amistoso \| 0 \| \| 11-11-11 \| Kiev \| Ucrania \| 3:3 \| Alemania \| Amistoso \| 1 \| \| 15-11-11 \| Leópolis \| Ucrania \| 2:1 \| Austria \| Amistoso \| 0 \| \| 29-2-12 \| Petaj Tikva \| Israel \| 2:3 \| Ucrania \| Amistoso \| 1 \| \| 28-5-12 \| Kufstein \| Ucrania \| 4:0 \| Estonia \| Amistoso \| 1 \| \| 1-6-12 \| Innsbruck \| Austria \| 3:2 \| Ucrania \| Amistoso \| 1 \| \| 11-6-12 \| Kiev \| Ucrania \| 2:1 \| Suecia \| Eurocopa 2012 \| 0 \| \| 15-6-12 \| Donetsk \| Ucrania \| 0:2 \| Francia \| Eurocopa 2012 \| 0 \| \| 19-6-12 \| Donetsk \| Inglaterra \| 1:0 \| Ucrania \| Eurocopa 2012 \| 0 \| \| 15-8-12 \| Leópolis \| Ucrania \| 0:0 \| República Checa \| Amistoso \| 0 \| \| 11-9-12 \| Londres \| Inglaterra \| 1:1 \| Ucrania \| Clasificación Mundial 2014 \| 0 \| \| 12-10-12 \| Chisináu \| Moldavia \| 0:0 \| Ucrania \| Clasificación Mundial 2014 \| 0 \| \| 16-10-12 \| Kiev \| Ucrania \| 0:1 \| Montenegro \| Clasificación Mundial 2014 \| 0 \| \| 6-2-13 \| Sevilla \| Noruega \| 0:2 \| Ucrania \| Amistoso \| 1 \| \| 22-3-13 \| Varsovia \| Polonia \| 1:3 \| Ucrania \| Clasificación Mundial 2014 \| 1 \| \| 26-3-13 \| Odesa \| Ucrania \| 2:1 \| Moldavia \| Clasificación Mundial 2014 \| 1 \| \| 2-6-13 \| Kiev \| Ucrania \| 0:0 \| Camboya \| Amistoso \| 0 \| \| 7-6-13 \| Podgorica \| Montenegro \| 0:4 \| Ucrania \| Clasificación Mundial 2014 \| 1 \| \| 6-9-13 \| Leópolis \| Ucrania \| 9:0 \| San Marino \| Clasificación Mundial 2014 \| 0 \| \| 10-9-13 \| Kiev \| Ucrania \| 0:0 \| Inglaterra \| Clasificación Mundial 2014 \| 0 \| \| 11-10-13 \| Járkov \| Ucrania \| 1:0 \| Polonia \| Clasificación Mundial 2014 \| 1 \| \| 15-10-13 \| Serravalle \| San Marino \| 0:8 \| Ucrania \| Clasificación Mundial 2014 \| 1 \| \| 15-11-13 \| Kiev \| Ucrania \| 2:0 \| Francia \| Clasificación Mundial 2014 \| 1 \| \| 19-11-13 \| Saint-Denis \| Francia \| 3:0 \| Ucrania \| Clasificación Mundial 2014 \| 0 \| \| 5-3-14 \| Lárnaca \| Ucrania \| 2:0 \| EEUU \| Amistoso \| 1 \| \| 22-5-14 \| Kiev \| Ucrania \| 2:0 \| Níger \| Amistoso \| 0 \| \| 3-9-14 \| Kiev \| Ucrania \| 1:0 \| Moldavia \| Amistoso \| 0 \| \| 8-9-14 \| Kiev \| Ucrania \| 0:1 \| Eslovaquia \| Clasificación Eurocopa 2016 \| 0 \| \| 9-10-14 \| Minsk \| Bielorrusia \| 0:2 \| Ucrania \| Clasificación Eurocopa 2016 \| 0 \| \| 12-10-14 \| Kiev \| Ucrania \| 1:0 \| Macedonia \| Clasificación Eurocopa 2016 \| 0 \| \| 15-11-14 \| Luxemburgo \| Luxemburgo \| 0:3 \| Ucrania \| Clasificación Eurocopa 2016 \| 3 \| \| 18-11-14 \| Kiev \| Ucrania \| 0:0 \| Lituania \| Amistoso \| 0 \| \| 27-3-15 \| Sevilla \| España \| 1:0 \| Ucrania \| Clasificación Eurocopa 2016 \| 0 \| \| 31-3-15 \| Leópolis \| Ucrania \| 1:1 \| Letonia \| Clasificación Eurocopa 2016 \| 1 \| \| 14-6-15 \| Leópolis \| Ucrania \| 3:0 \| Luxemburgo \| Clasificación Eurocopa 2016 \| 0 \| \| 5-9-15 \| Leópolis \| Ucrania \| 3:1 \| Bielorrusia \| Clasificación Eurocopa 2016 \| 1 \| \| 8-9-15 \| Žilina \| Eslovenia \| 0:0 \| Ucrania \| Clasificación Eurocopa 2016 \| 0 \| \| 9-10-15 \| Skopie \| Macedonia \| 0:2 \| Ucrania \| Clasificación Eurocopa 2016 \| 0 \| \| 12-10-15 \| Kiev \| Ucrania \| 0:1 \| España \| Clasificación Eurocopa 2016 \| 0 \| \| 14-11-15 \| Leópolis \| Ucrania \| 2:0 \| Eslovenia \| Clasificación Eurocopa 2016 \| 1 \| \| 24-3-16 \| Máribor \| Ucrania \| 1:0 \| Chipre \| Amistoso \| 0 \| \| 28-3-16 \| Odesa \| Ucrania \| 1:0 \| Gales \| Amistoso \| 1 \| \| 29-5-16 \| Turín \| Rumania \| 3:4 \| Ucrania \| Amistoso \| 1 \| \| 3-6-16 \| Bérgamo \| Albania \| 1:3 \| Ucrania \| Amistoso \| 1 \| \| 12-6-16 \| Lille \| Alemania \| 2:0 \| Ucrania \| Eurocopa 2016 \| 0 \| \| 16-6-16 \| Lyon \| Ucrania \| 0:2 \| Irlanda del Norte \| Eurocopa 2016 \| 0 \| \| 21-6-16 \| Marsella \| Ucrania \| 0:2 \| Polonia \| Eurocopa 2016 \| 0 \| \| 5-9-16 \| Kiev \| Ucrania \| 1:1 \| Islandia \| Clasificación Mundial 2018 \| 1 \| \| 6-10-16 \| Konya \| Turquía \| 2:2 \| Ucrania \| Clasificación Mundial 2018 \| 1 \| \| 9-10-16 \| Cracovia \| Ucrania \| 3:0 \| Kosovo \| Clasificación Mundial 2018 \| 1 \| \| 12-11-16 \| Odesa \| Ucrania \| 1:0 \| Finlandia \| Clasificación Mundial 2018 \| 0 \| \| 15-11-16 \| Kiev \| Ucrania \| 2:0 \| Serbia \| Amistoso \| 1 \| \| 24-3-17 \| Zagrev \| Croacia \| 1:0 \| Ucrania \| Clasificación Mundial 2018 \| 0 \| \| 6-6-17 \| Graz \| Ucrania \| 0:1 \| Malta \| Amistoso \| 0 \| \| 11-6-17 \| Tampere \| Finlandia \| 1:2 \| Ucrania \| Clasificación Mundial 2018 \| 0 \| \| 2-9-17 \| Járkov \| Ucrania \| 2:0 \| Turquía \| Clasificación Mundial 2018 \| 2 \| \| 5-6-17 \| Reikiavik \| Islandia \| 2:0 \| Ucrania \| Clasificación Mundial 2018 \| 0 \| \| 6-10-17 \| Shkodër \| Kosovo \| 0:2 \| Ucrania \| Clasificación Mundial 2018 \| 1 \| \| 9-10-17 \| Kiev \| Ucrania \| 0:2 \| Croacia \| Clasificación Mundial 2018 \| 0 \| \| 10-11-17 \| Lviv \| Ucrania \| 2:1 \| Eslovaquia \| Amistoso \| 1 \| \| 31-5-18 \| Kiev \| Ucrania \| 0:0 \| Marruecos \| Amistoso \| 0 \| \| 3-6-18 \| Shkodër \| Albania \| 1:4 \| Ucrania \| Amistoso \| 2 \| \| 6-9-18 \| Uherské Hradiště \| República Checa \| 1:2 \| Ucrania \| Liga B de las Naciones de la UEFA 2018-19 \| 0 \| \| 9-9-18 \| Lviv \| Ucrania \| 1:0 \| Eslovaquia \| Liga B de las Naciones de la UEFA 2018-19 \| 1 \| \| 16-10-18 \| Kiev \| Ucrania \| 1:0 \| República Checa \| Liga B de las Naciones de la UEFA 2018-19 \| 0 \| \| 7-9-19 \| Vilna \| Lituania \| 0:3 \| Ucrania \| Clasificación Eurocopa 2020 \| 0 \| \| 10-9-19 \| Dnipró \| Ucrania \| 2:2 \| Nigeria \| Amistoso \| 0 \| \| 11-10-19 \| Járkov \| Ucrania \| 2:0 \| Lituania \| Clasificación Eurocopa 2020 \| 0 \| \| 14-10-19 \| Kiev \| Ucrania \| 2:1 \| Portugal \| Clasificación Eurocopa 2020 \| 1 \| \| 14-11-19 \| Zaporiyia \| Ucrania \| 1:0 \| Estonia \| Amistoso \| 0 \| \| 17-11-19 \| Belgrado \| Serbia \| 2:2 \| Ucrania \| Clasificación Eurocopa 2020 \| 0 \| \| 3-9-20 \| Lviv \| Ucrania \| 2:1 \| Suiza \| Liga A de las Naciones de la UEFA 2020-21 \| 1 \| \| 6-9-20 \| Madrid \| España \| 4:0 \| Ucrania \| Liga A de las Naciones de la UEFA 2020-21 \| 0 \| \| 7-10-20 \| Saint-Denis \| Francia \| 7:1 \| Ucrania \| Amistoso \| 0 \| \| 10-10-20 \| Kiev \| Ucrania \| 1:2 \| Alemania \| Liga A de las Naciones de la UEFA 2020-21 \| 0 \| \| 13-10-20 \| Kiev \| Ucrania \| 1:0 \| España \| Liga A de las Naciones de la UEFA 2020-21 \| 0 \| \| 11-11-20 \| Chorzów \| Polonia \| 0:2 \| Ucrania \| Amistoso \| 0 \| \| 3-6-21 \| Dnipró \| Ucrania \| 1:0 \| Irlanda del Norte \| Amistoso \| 0 \| \| 7-6-21 \| Járkov \| Ucrania \| 4:0 \| Chipre \| Amistoso \| 2 \| \| 13-6-21 \| Ámsterdam \| Países Bajos \| 3:2 \| Ucrania \| Eurocopa 2020 \| 1 \| \| 17-6-21 \| Bucarest \| Ucrania \| 2:1 \| Macedonia \| Eurocopa 2020 \| 1 \| \| 21-6-21 \| Bucarest \| Ucrania \| 0:1 \| Austria \| Eurocopa 2020 \| 0 \| \| 29-6-21 \| Glasgow \| Suecia \| 1:2 \| Ucrania \| Eurocopa 2020 \| 0 \| \| 3-7-21 \| Roma \| Inglaterra \| 4:0 \| Ucrania \| Eurocopa 2020 \| 0 \| \| 1-9-21 \| Astaná \| Kazajistán \| 2:2 \| Ucrania \| Clasificación Mundial 2022 \| 0 \| \| 4-9-21 \| Kiev \| Ucrania \| 1:1 \| Francia \| Clasificación Mundial 2022 \| 0 \| \| 8-9-21 \| Pilsen \| República Checa \| 1:1 \| Ucrania \| Amistoso \| 0 \| \| 9-10-21 \| Helsinki \| Finlandia \| 1:2 \| Ucrania \| Clasificación Mundial 2022 \| 1 \| \| 12-10-21 \| Lviv \| Ucrania \| 1:1 \| Bosnia \| Clasificación Mundial 2022 \| 1 \| \| 11-11-21 \| Odesa \| Ucrania \| 1:1 \| Bulgaria \| Amistoso \| 0 \| \| 16-11-21 \| Zenica \| Bosnia \| 0:2 \| Ucrania \| Clasificación Mundial 2022 \| 0 \| \| 1-6-22 \| Glasgow \| Escocia \| 1:3 \| Ucrania \| Clasificación Mundial 2022 \| 1 \| \| 5-6-22 \| Cardiff \| Gales \| 1:0 \| Ucrania \| Clasificación Mundial 2022 \| 0 \| \| 14-6-22 \| Łódź \| Ucrania \| 1:1 \| Irlanda \| Liga B de las Naciones de la UEFA 2022-23 \| 0 \| \| 21-9-22 \| Glasgow \| Escocia \| 3:0 \| Ucrania \| Liga B de las Naciones de la UEFA 2022-23 \| 0 \| \| 24-9-22 \| Ereván \| Armenia \| 0:5 \| Ucrania \| Liga B de las Naciones de la UEFA 2022-23 \| 0 \| \| 27-9-22 \| Cracovia \| Ucrania \| 0:0 \| Escocia \| Liga B de las Naciones de la UEFA 2022-23 \| 0 \| \| 12-6-23 \| Bremen \| Alemania \| 3:3 \| Ucrania \| Amistoso \| 0 \| \| 16-6-23 \| Skopie \| Macedonia \| 2:3 \| Ucrania \| Clasificación Eurocopa 2024 \| 0 \| \| 19-6-23 \| Trnava \| Ucrania \| 1:0 \| Malta \| Clasificación Eurocopa 2024 \| 0 \| \| 12-9-23 \| Milán \| Italia \| 2:1 \| Ucrania \| Clasificación Eurocopa 2024 \| 1 \| \| 3-6-24 \| Núremberg \| Alemania \| 0:0 \| Ucrania \| Amistoso \| 0 \| \| 7-6-24 \| Varsovia \| Polonia \| 3:1 \| Ucrania \| Amistoso \| 0 \| \| 11-6-24 \| Chisináu \| Moldavia \| 0:4 \| Ucrania \| Amistoso \| 0 \| \| 17-6-24 \| Múnich \| Rumania \| 3:0 \| Ucrania \| Eurocopa 2024 \| 0 \| \| 21-6-24 \| Düsseldorf \| Eslovaquia \| 1:2 \| Ucrania \| Eurocopa 2024 \| 0 \| \| 26-6-24 \| Stuttgart \| Ucrania \| 0:0 \| Bélgica \| Eurocopa 2024 \| 0 \| \| Total \| Presencias \| Presencias \| 121 \| \| Goles \| 46 \| |                  |                 |           |                   |                                           |       |
| Jornada | Ciudad           | Local           | Resultado | Visitante         | Competencia                               | Goles |
| 5-9-09 | Kiev             | Ucrania         | 5:0       | Andorra           | Clasificación Mundial 2010                | 1     |
| 9-9-09 | Minsk            | Bielorrusia     | 0:0       | Ucrania           | Clasificación Mundial 2010                | 0     |
| 10-10-09 | Dnipropetrovsk   | Ucrania         | 1:0       | Inglaterra        | Clasificación Mundial 2010                | 0     |
| 14-10-09 | Andorra la Vieja | Andorra         | 0:6       | Ucrania           | Clasificación Mundial 2010                | 1     |
| 14-11-09 | Atenas           | Grecia          | 0:0       | Ucrania           | Clasificación Mundial 2010                | 0     |
| 14-11-09 | Donetsk          | Ucrania         | 0:1       | Grecia            | Clasificación Mundial 2010                | 0     |
| 2-6-10 | Oslo             | Noruega         | 0:1       | Ucrania           | Amistoso                                  | 0     |
| 17-11-10 | Carouge          | Suiza           | 2:2       | Ucrania           | Amistoso                                  | 0     |
| 8-2-11 | Paralimni        | Rumania         | 2:2       | Ucrania           | Amistoso                                  | 0     |
| 9-2-11 | Strovolos        | Suecia          | 1:1       | Ucrania           | Amistoso                                  | 0     |
| 29-3-11 | Kiev             | Ucrania         | 0:2       | Italia            | Amistoso                                  | 0     |
| 2-9-11 | Járkov           | Ucrania         | 2:3       | Uruguay           | Amistoso                                  | 1     |
| 6-9-11 | Praga            | República Checa | 4:0       | Ucrania           | Amistoso                                  | 0     |
| 7-10-11 | Kiev             | Ucrania         | 3:0       | Bulgaria          | Amistoso                                  | 1     |
| 11-10-11 | Tallin           | Estonia         | 0:2       | Ucrania           | Amistoso                                  | 0     |
| 11-11-11 | Kiev             | Ucrania         | 3:3       | Alemania          | Amistoso                                  | 1     |
| 15-11-11 | Leópolis         | Ucrania         | 2:1       | Austria           | Amistoso                                  | 0     |
| 29-2-12 | Petaj Tikva      | Israel          | 2:3       | Ucrania           | Amistoso                                  | 1     |
| 28-5-12 | Kufstein         | Ucrania         | 4:0       | Estonia           | Amistoso                                  | 1     |
| 1-6-12 | Innsbruck        | Austria         | 3:2       | Ucrania           | Amistoso                                  | 1     |
| 11-6-12 | Kiev             | Ucrania         | 2:1       | Suecia            | Eurocopa 2012                             | 0     |
| 15-6-12 | Donetsk          | Ucrania         | 0:2       | Francia           | Eurocopa 2012                             | 0     |
| 19-6-12 | Donetsk          | Inglaterra      | 1:0       | Ucrania           | Eurocopa 2012                             | 0     |
| 15-8-12 | Leópolis         | Ucrania         | 0:0       | República Checa   | Amistoso                                  | 0     |
| 11-9-12 | Londres          | Inglaterra      | 1:1       | Ucrania           | Clasificación Mundial 2014                | 0     |
| 12-10-12 | Chisináu         | Moldavia        | 0:0       | Ucrania           | Clasificación Mundial 2014                | 0     |
| 16-10-12 | Kiev             | Ucrania         | 0:1       | Montenegro        | Clasificación Mundial 2014                | 0     |
| 6-2-13 | Sevilla          | Noruega         | 0:2       | Ucrania           | Amistoso                                  | 1     |
| 22-3-13 | Varsovia         | Polonia         | 1:3       | Ucrania           | Clasificación Mundial 2014                | 1     |
| 26-3-13 | Odesa            | Ucrania         | 2:1       | Moldavia          | Clasificación Mundial 2014                | 1     |
| 2-6-13 | Kiev             | Ucrania         | 0:0       | Camboya           | Amistoso                                  | 0     |
| 7-6-13 | Podgorica        | Montenegro      | 0:4       | Ucrania           | Clasificación Mundial 2014                | 1     |
| 6-9-13 | Leópolis         | Ucrania         | 9:0       | San Marino        | Clasificación Mundial 2014                | 0     |
| 10-9-13 | Kiev             | Ucrania         | 0:0       | Inglaterra        | Clasificación Mundial 2014                | 0     |
| 11-10-13 | Járkov           | Ucrania         | 1:0       | Polonia           | Clasificación Mundial 2014                | 1     |
| 15-10-13 | Serravalle       | San Marino      | 0:8       | Ucrania           | Clasificación Mundial 2014                | 1     |
| 15-11-13 | Kiev             | Ucrania         | 2:0       | Francia           | Clasificación Mundial 2014                | 1     |
| 19-11-13 | Saint-Denis      | Francia         | 3:0       | Ucrania           | Clasificación Mundial 2014                | 0     |
| 5-3-14 | Lárnaca          | Ucrania         | 2:0       | EEUU              | Amistoso                                  | 1     |
| 22-5-14 | Kiev             | Ucrania         | 2:0       | Níger             | Amistoso                                  | 0     |
| 3-9-14 | Kiev             | Ucrania         | 1:0       | Moldavia          | Amistoso                                  | 0     |
| 8-9-14 | Kiev             | Ucrania         | 0:1       | Eslovaquia        | Clasificación Eurocopa 2016               | 0     |
| 9-10-14 | Minsk            | Bielorrusia     | 0:2       | Ucrania           | Clasificación Eurocopa 2016               | 0     |
| 12-10-14 | Kiev             | Ucrania         | 1:0       | Macedonia         | Clasificación Eurocopa 2016               | 0     |
| 15-11-14 | Luxemburgo       | Luxemburgo      | 0:3       | Ucrania           | Clasificación Eurocopa 2016               | 3     |
| 18-11-14 | Kiev             | Ucrania         | 0:0       | Lituania          | Amistoso                                  | 0     |
| 27-3-15 | Sevilla          | España          | 1:0       | Ucrania           | Clasificación Eurocopa 2016               | 0     |
| 31-3-15 | Leópolis         | Ucrania         | 1:1       | Letonia           | Clasificación Eurocopa 2016               | 1     |
| 14-6-15 | Leópolis         | Ucrania         | 3:0       | Luxemburgo        | Clasificación Eurocopa 2016               | 0     |
| 5-9-15 | Leópolis         | Ucrania         | 3:1       | Bielorrusia       | Clasificación Eurocopa 2016               | 1     |
| 8-9-15 | Žilina           | Eslovenia       | 0:0       | Ucrania           | Clasificación Eurocopa 2016               | 0     |
| 9-10-15 | Skopie           | Macedonia       | 0:2       | Ucrania           | Clasificación Eurocopa 2016               | 0     |
| 12-10-15 | Kiev             | Ucrania         | 0:1       | España            | Clasificación Eurocopa 2016               | 0     |
| 14-11-15 | Leópolis         | Ucrania         | 2:0       | Eslovenia         | Clasificación Eurocopa 2016               | 1     |
| 24-3-16 | Máribor          | Ucrania         | 1:0       | Chipre            | Amistoso                                  | 0     |
| 28-3-16 | Odesa            | Ucrania         | 1:0       | Gales             | Amistoso                                  | 1     |
| 29-5-16 | Turín            | Rumania         | 3:4       | Ucrania           | Amistoso                                  | 1     |
| 3-6-16 | Bérgamo          | Albania         | 1:3       | Ucrania           | Amistoso                                  | 1     |
| 12-6-16 | Lille            | Alemania        | 2:0       | Ucrania           | Eurocopa 2016                             | 0     |
| 16-6-16 | Lyon             | Ucrania         | 0:2       | Irlanda del Norte | Eurocopa 2016                             | 0     |
| 21-6-16 | Marsella         | Ucrania         | 0:2       | Polonia           | Eurocopa 2016                             | 0     |
| 5-9-16 | Kiev             | Ucrania         | 1:1       | Islandia          | Clasificación Mundial 2018                | 1     |
| 6-10-16 | Konya            | Turquía         | 2:2       | Ucrania           | Clasificación Mundial 2018                | 1     |
| 9-10-16 | Cracovia         | Ucrania         | 3:0       | Kosovo            | Clasificación Mundial 2018                | 1     |
| 12-11-16 | Odesa            | Ucrania         | 1:0       | Finlandia         | Clasificación Mundial 2018                | 0     |
| 15-11-16 | Kiev             | Ucrania         | 2:0       | Serbia            | Amistoso                                  | 1     |
| 24-3-17 | Zagrev           | Croacia         | 1:0       | Ucrania           | Clasificación Mundial 2018                | 0     |
| 6-6-17 | Graz             | Ucrania         | 0:1       | Malta             | Amistoso                                  | 0     |
| 11-6-17 | Tampere          | Finlandia       | 1:2       | Ucrania           | Clasificación Mundial 2018                | 0     |
| 2-9-17 | Járkov           | Ucrania         | 2:0       | Turquía           | Clasificación Mundial 2018                | 2     |
| 5-6-17 | Reikiavik        | Islandia        | 2:0       | Ucrania           | Clasificación Mundial 2018                | 0     |
| 6-10-17 | Shkodër          | Kosovo          | 0:2       | Ucrania           | Clasificación Mundial 2018                | 1     |
| 9-10-17 | Kiev             | Ucrania         | 0:2       | Croacia           | Clasificación Mundial 2018                | 0     |
| 10-11-17 | Lviv             | Ucrania         | 2:1       | Eslovaquia        | Amistoso                                  | 1     |
| 31-5-18 | Kiev             | Ucrania         | 0:0       | Marruecos         | Amistoso                                  | 0     |
| 3-6-18 | Shkodër          | Albania         | 1:4       | Ucrania           | Amistoso                                  | 2     |
| 6-9-18 | Uherské Hradiště | República Checa | 1:2       | Ucrania           | Liga B de las Naciones de la UEFA 2018-19 | 0     |
| 9-9-18 | Lviv             | Ucrania         | 1:0       | Eslovaquia        | Liga B de las Naciones de la UEFA 2018-19 | 1     |
| 16-10-18 | Kiev             | Ucrania         | 1:0       | República Checa   | Liga B de las Naciones de la UEFA 2018-19 | 0     |
| 7-9-19 | Vilna            | Lituania        | 0:3       | Ucrania           | Clasificación Eurocopa 2020               | 0     |
| 10-9-19 | Dnipró           | Ucrania         | 2:2       | Nigeria           | Amistoso                                  | 0     |
| 11-10-19 | Járkov           | Ucrania         | 2:0       | Lituania          | Clasificación Eurocopa 2020               | 0     |
| 14-10-19 | Kiev             | Ucrania         | 2:1       | Portugal          | Clasificación Eurocopa 2020               | 1     |
| 14-11-19 | Zaporiyia        | Ucrania         | 1:0       | Estonia           | Amistoso                                  | 0     |
| 17-11-19 | Belgrado         | Serbia          | 2:2       | Ucrania           | Clasificación Eurocopa 2020               | 0     |
| 3-9-20 | Lviv             | Ucrania         | 2:1       | Suiza             | Liga A de las Naciones de la UEFA 2020-21 | 1     |
| 6-9-20 | Madrid           | España          | 4:0       | Ucrania           | Liga A de las Naciones de la UEFA 2020-21 | 0     |
| 7-10-20 | Saint-Denis      | Francia         | 7:1       | Ucrania           | Amistoso                                  | 0     |
| 10-10-20 | Kiev             | Ucrania         | 1:2       | Alemania          | Liga A de las Naciones de la UEFA 2020-21 | 0     |
| 13-10-20 | Kiev             | Ucrania         | 1:0       | España            | Liga A de las Naciones de la UEFA 2020-21 | 0     |
| 11-11-20 | Chorzów          | Polonia         | 0:2       | Ucrania           | Amistoso                                  | 0     |
| 3-6-21 | Dnipró           | Ucrania         | 1:0       | Irlanda del Norte | Amistoso                                  | 0     |
| 7-6-21 | Járkov           | Ucrania         | 4:0       | Chipre            | Amistoso                                  | 2     |
| 13-6-21 | Ámsterdam        | Países Bajos    | 3:2       | Ucrania           | Eurocopa 2020                             | 1     |
| 17-6-21 | Bucarest         | Ucrania         | 2:1       | Macedonia         | Eurocopa 2020                             | 1     |
| 21-6-21 | Bucarest         | Ucrania         | 0:1       | Austria           | Eurocopa 2020                             | 0     |
| 29-6-21 | Glasgow          | Suecia          | 1:2       | Ucrania           | Eurocopa 2020                             | 0     |
| 3-7-21 | Roma             | Inglaterra      | 4:0       | Ucrania           | Eurocopa 2020                             | 0     |
| 1-9-21 | Astaná           | Kazajistán      | 2:2       | Ucrania           | Clasificación Mundial 2022                | 0     |
| 4-9-21 | Kiev             | Ucrania         | 1:1       | Francia           | Clasificación Mundial 2022                | 0     |
| 8-9-21 | Pilsen           | República Checa | 1:1       | Ucrania           | Amistoso                                  | 0     |
| 9-10-21 | Helsinki         | Finlandia       | 1:2       | Ucrania           | Clasificación Mundial 2022                | 1     |
| 12-10-21 | Lviv             | Ucrania         | 1:1       | Bosnia            | Clasificación Mundial 2022                | 1     |
| 11-11-21 | Odesa            | Ucrania         | 1:1       | Bulgaria          | Amistoso                                  | 0     |
| 16-11-21 | Zenica           | Bosnia          | 0:2       | Ucrania           | Clasificación Mundial 2022                | 0     |
| 1-6-22 | Glasgow          | Escocia         | 1:3       | Ucrania           | Clasificación Mundial 2022                | 1     |
| 5-6-22 | Cardiff          | Gales           | 1:0       | Ucrania           | Clasificación Mundial 2022                | 0     |
| 14-6-22 | Łódź             | Ucrania         | 1:1       | Irlanda           | Liga B de las Naciones de la UEFA 2022-23 | 0     |
| 21-9-22 | Glasgow          | Escocia         | 3:0       | Ucrania           | Liga B de las Naciones de la UEFA 2022-23 | 0     |
| 24-9-22 | Ereván           | Armenia         | 0:5       | Ucrania           | Liga B de las Naciones de la UEFA 2022-23 | 0     |
| 27-9-22 | Cracovia         | Ucrania         | 0:0       | Escocia           | Liga B de las Naciones de la UEFA 2022-23 | 0     |
| 12-6-23 | Bremen           | Alemania        | 3:3       | Ucrania           | Amistoso                                  | 0     |
| 16-6-23 | Skopie           | Macedonia       | 2:3       | Ucrania           | Clasificación Eurocopa 2024               | 0     |
| 19-6-23 | Trnava           | Ucrania         | 1:0       | Malta             | Clasificación Eurocopa 2024               | 0     |
| 12-9-23 | Milán            | Italia          | 2:1       | Ucrania           | Clasificación Eurocopa 2024               | 1     |
| 3-6-24 | Núremberg        | Alemania        | 0:0       | Ucrania           | Amistoso                                  | 0     |
| 7-6-24 | Varsovia         | Polonia         | 3:1       | Ucrania           | Amistoso                                  | 0     |
| 11-6-24 | Chisináu         | Moldavia        | 0:4       | Ucrania           | Amistoso                                  | 0     |
| 17-6-24 | Múnich           | Rumania         | 3:0       | Ucrania           | Eurocopa 2024                             | 0     |
| 21-6-24 | Düsseldorf       | Eslovaquia      | 1:2       | Ucrania           | Eurocopa 2024                             | 0     |
| 26-6-24 | Stuttgart        | Ucrania         | 0:0       | Bélgica           | Eurocopa 2024                             | 0     |
| Total | Presencias       | Presencias      | 121       |                   | Goles                                     | 46    |

### Resumen estadístico
| Competición           | Partidos | Goles | Asist. | Promedio |
| --------------------- | -------- | ----- | ------ | -------- |
| Primera División      | 334      | 121   | 79     | 0.36     |
| Copas Nacionales      | 57       | 25    | 9      | 0.44     |
| Copas Internacionales | 94       | 22    | 21     | 0.23     |
| Selección de Ucrania  | 115      | 45    | 26     | 0.39     |
| Total                 | 600      | 213   | 135    | 0.36     |

## Palmarés

### Títulos nacionales
| Título                  | Club                 | País    | Año     |
| ----------------------- | -------------------- | ------- | ------- |
| Supercopa de Ucrania    | F. C. Dinamo de Kiev | Ucrania | 2007    |
| Liga Premier de Ucrania | F. C. Dinamo de Kiev | Ucrania | 2008-09 |
| Supercopa de Ucrania    | F. C. Dinamo de Kiev | Ucrania | 2009    |
| Supercopa de Ucrania    | F. C. Dinamo de Kiev | Ucrania | 2011    |
| Copa de Ucrania         | F. C. Dinamo de Kiev | Ucrania | 2013-14 |
| Liga Premier de Ucrania | F. C. Dinamo de Kiev | Ucrania | 2014-15 |
| Copa de Ucrania         | F. C. Dinamo de Kiev | Ucrania | 2014-15 |
| Liga Premier de Ucrania | F. C. Dinamo de Kiev | Ucrania | 2015-16 |
| Supercopa de Ucrania    | F. C. Dinamo de Kiev | Ucrania | 2016    |
| Liga Premier de Ucrania | F. C. Dinamo de Kiev | Ucrania | 2024-25 |

### Distinciones individuales
| Distinción                                               | Año     |
| -------------------------------------------------------- | ------- |
| Máximo goleador de la Copa de Ucrania (5 goles)          | 2008-09 |
| Futbolista ucraniano del año                             | 2013    |
| Goleador ucraniano del año                               | 2013    |
| Goleador ucraniano del año                               | 2014    |
| Futbolista ucraniano del año                             | 2014    |
| Futbolista ucraniano del año                             | 2015    |
| Máximo asistidor de la Liga Europa de la UEFA            | 2014-15 |
| Máximo goleador de la Liga Premier de Ucrania (15 goles) | 2017    |